# Stanisław Borysowski
Stanisław Borysowski (* 2. Januar 1906 in Lemberg; † 1. Mai 1988 in Toruń) war ein polnischer Maler, Grafiker und Zeichner. Er war langjähriger Leiter der Fakultät für Malerei an der heutigen Akademia Sztuk Pięknych in Danzig.

## Leben
Borysowski studierte von 1926 bis 1933 in Krakau an der Akademia Sztuk Pięknych unter Władysław Jarocki, Ignacy Pieńkowski, Jan Wojnarski, Stanisław Kamocki und Tadeusz Axentowicz. Während seines Aufenthaltes an der Pariser Niederlassung der Krakauer Akademie in den Jahren 1934 und 1935 lernte er bei Józef Pankiewicz. Vor Ausbruch des Zweiten Weltkriegs war er Mitglied der Towarzystwa Artystów Polskich „Sztuka“.
Ebenfalls noch vor dem Krieg begann er eine Tätigkeit als Ausbilder für Lehrer an der Krzemieniecer Oberschule. Ab dem Jahr 1945 arbeitete er als Assistent an der Krakauer Akademie. 1946 wurde er als Professor an die Fakultät der schönen Künste der Universität in Toruń berufen. Von 1949 bis 1951 leitete er als Dekan die Fakultät. Ab 1953 lehrte er dann an der Fakultät für Malerei der staatlichen Hochschule der schönen Künste „PWSSP“ (heute: Akademia Sztuk Pięknych w Gdańsku) in Danzig. Hier blieb er bis 1972, von 1955 bis 1964 als Dekan. Im Jahr 1958 war er Mitbegründer der Künstlervereinigung „Grupa Toruńska“.

## Werk
Borysowski malte vorwiegend Landschaften, Stillleben, Porträts und figurale Szenen. Sein Stil entwickelte sich im Laufe der Zeit von zunächst natürlichen und weichen Formen über eine kubistische Periode zu einer sehr konturierten Darstellungsform. Vor dem Krieg vom polnischen Kolorismus beeinflusst, wendete sich Borysowski später dem sozialistischen Realismus, dem Post-Kubismus wie verschiedenen Formen der abstrakten Kunst zu. Er war auch als Grafiker tätig. Mehrfach wurden seine Werke im Ausland gezeigt, so 1933 bei der Ausstellung polnischer Kunst in Moskau, 1934 auf der Biennale in Venedig, 1937 auf der Weltfachausstellung in Paris, wo Borysowski eine Silbermedaille erhielt und 1939 auf der New York World’s Fair. In Polen wurde er unter anderem im Nationalmuseum in Warschau (1961) ausgestellt. Posthum wurden Einzelausstellungen in Bydgoszcz, Danzig und Toruń für ihn veranstaltet. Seine Werke sind im Besitz der Nationalmuseen in Danzig, Krakau und Warschau sowie vom Regionalmuseum in Toruń.